# 명이대방록
명이대방록(明夷待訪錄)은 명말(明末)·청초(淸初)의 학자 황종희(黃宗羲)의 저서(1663)이다. 2권으로 구성되어 있다.
맹자(孟子)의 민주주의적 사상과 동림당(東林黨)의 학설에 의하여, 민의(民意)에 반한 전제정치를 통렬히 비판하고 구체적인 정책론을 기술하였다. 청조(淸朝)에서는 금서(禁書)가 되었으나, 청말의 개혁파·혁명파에 의하여 취급되어 민주주의의 고양(高揚)에 크게 기여하였다.